# Економска комисија Уједињених нација за Латинску Америку и Карибе
Економска комисија Организације уједињених нација за Латинску Америку и Карибе, УНЕКЛАК или ЕКЛАК, (енгл. United Nations Economic and Social Commission for Latin America and the Caribbean, UNECLAC, ECLAC), (шп. Comisión Económica para América Latina y el Caribe, CEPAL) основана је 1948. године (тада као Економске комисија ОУН за Латинску Америку, или УНЕКЛА) са циљем да се подстакне економска сарадња између држава чланица.
Године 1984, усвојена је Резолуција којом се укључују и земље Кариба. То је једна од пет регионалних комисија на основу административних директива из седишта Организације уједињених нација. ЕКЛАК има 44 државе чланице и осам зависних територија чланица на Карибима, и извештаје подноси ОУН, Економском и социјалном савету (ЕКОСОЦ). Поред земаља у Латинској Америци и Карибима, она укључује и Канаду, Француску, Немачку, Холандију, Португал, Шпанију, Италију, Велику Британију, САД, Јапан и Јужну Кореју.

## Локације
- Сантијаго, Чиле (седиште)
- Мексико Сити, Мексико (подрегионално седиште за Централну Америку)
- Порт оф Спејн, Тринидад и Тобаго (подрегионално седиште за Карибе)
- Буенос Ајрес, Аргентина (канцеларија)
- Бразилија, Бразил (канцеларија)
- Монтевидео, Уругвај (канцеларија)
- Богота, Колумбија (канцеларија)
- Вашингтон, Сједињене Америчке Државе (канцеларије за везу)